# Daguioman
Daguioman is a 6th class đô thị ở tỉnh Abra, Philippines. Theo điều tra dân số năm 2007, đô thị này có dân số 1.916 người trong 324 hộ.

## Các khu phố (barangay)
Daguioman được chia thành 4 khu phố (barangay).
| Barangay   | Pop. (2007) |
| ---------- | ----------- |
| Ableg      | 207         |
| Cabaruyan  | 439         |
| Pikek      | 328         |
| Tui (Pob.) | 942         |

## 2007 Election Results
| POSITION   | CANDIDATE          | TOTAL VOTES |
| ---------- | ------------------ | ----------- |
| Mayor      | Sally Q. Cokue     | 519         |
| Vice-Mayor | David Balcanao     | 521         |
| Councilors | Joshua Lomioan     | 577         |
| Councilors | Oliver B. Bag-ayan | 549         |
| Councilors | Norman Q. Gascid   | 546         |
| Councilors | Ramsey Wacal       | 520         |
| Councilors | Diana Baula        | 497         |
| Councilors | Marcelo Wayaway    | 492         |
| Councilors | Susana Dalieng     | 478         |
| Councilors | Barbero Wilson     | 475         |